# Le nuove mostre
Le nuove mostre è stato un programma televisivo italiano di La5 (nato come spin-off de I nuovi mostri, una delle rubriche più popolari di Striscia la notizia, per poi diventare un programma autonomo) prodotto e ideato da Antonio Ricci, scritto da Lorenzo Beccati e Francesco Mazza.

## Il programma
Questo programma riprendeva la formula della nota rubrica di Striscia, proponendo quotidianamente la classifica del meglio e del peggio della tv ed una esibizione delle veline.
La trasmissione è andata in onda, dal 12 maggio 2010 a giugno 2011 (per la prima puntata alle 21:15 come inaugurazione delle trasmissioni di La5 avvenuta proprio quel giorno, e dalla seconda puntata, ossia dal 13 maggio, è andata in onda alle 20:25, prima della messa in onda di Striscia su Canale 5), nel corso delle stagioni 2009-2010 (dal 12 maggio a giugno 2010) e 2010-2011 (dall'11 aprile a giugno 2011) sotto la conduzione di Federica Nargi e Costanza Caracciolo, a quel tempo veline in carica delle contemporanee edizioni di Striscia la notizia.